# リンパ
リンパ（淋巴、ラテン語: lympha、英: lymph）は、毛細血管から浸出した一般にアルカリ性の黄色の漿液性の液体。血漿成分から成る。リンパ液とも呼ばれる。

## 概要
細胞間を流れる細胞間質液（間質リンパ）とリンパ管の中を流れるリンパ液はその濃度が違うが基本的に同じものであり、広義のリンパ液は細胞間質液（間質リンパ）とリンパ管内のリンパ液（管内リンパ）を含み、狭義のリンパ液はリンパ管の中のリンパ液（管内リンパ）を示す。タンパク質の含有量は血管内のほうが多く、膠質浸透圧は血管内で約28mmHg、血管外では約8mmHgと圧差があり、細胞間質液（間質リンパ）中の水分はこの圧差によって静脈に水分、電解質、血液ガスが戻り、筋肉の動きにより分子量の大きなタンパク質やウイルスなどの異物等がリンパ管に吸収され管内リンパとなる。
主な細胞成分はリンパ球であるが、末梢のリンパ管にはリンパ球はほとんど含まれず、リンパ節を経るほどその量は増加する。リンパ管の下流域での出血が存在するとリンパ内に赤血球が含まれることがある（血液吸収）。消化管からのリンパは脂肪球を含み、乳白色を呈するために乳糜（にゅうび）と呼ばれる。リンパはリンパ組織から全身にリンパ球を遊走させることに関与している。毛細血管の透過性が亢進するとリンパの生成は促進される。凝固因子であるプロトロンビンが含まれるため生体外では凝固するが、血小板を含まないため血液と比べその凝固能力は低い。リンパ節でのリンパの流れは輸入リンパ管→辺縁洞→中間洞→髄洞→輸出リンパ管である。
リンパ本幹は、右リンパ本幹と胸管の2つの流路がある。右リンパ本幹は、右上半身のリンパを集める1～3cmのリンパ本幹である。内頸静脈と鎖骨下静脈の合流部に右静脈角があり、ここで静脈に合流する。胸管は左上半身と下半身のリンパを集める全長35～40cmのリンパ本幹である。左右の腸リンパ本幹と腰リンパ本幹が第2腰椎の前方で合流してできたものが乳糜槽（にゅうびそう）である。この乳糜槽（にゅうびそう）が上行して胸腔に入ることで胸管となる。
掻いた後などに傷口から染み出すこともある。若干べたつき、鉄のような臭いがするのが特徴である。

## リンパ系
リンパの運搬にかかわる脈管や形成にかかわる臓器を合わせてリンパ系という。